# Viimsi vald
Viimsi vald er en landkommune (estisk: vald) i amtet Harjumaa i det nordlige Estland. Den ligger ved kysten af Den Finske Bugt ved Estlands hovedstad Tallinn.
Kommunen har et areal på 73 km2
og et befolkningstal på 23.018 (2024) indbyggere. Hovedbyen er byen Viimsi. Kommunen omfatter halvøen Viimsi og flere øer, blandt andet Naissaar, Prangli og Aksi.